# زواج أحادي

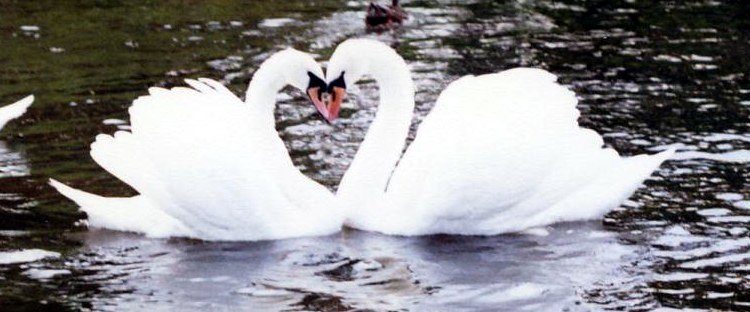
البجع نظامها زواج أحادي.

الزواج الأحادي /بـاليونانية μονός+γάμος (أحادي+زواج) - واحد+زواج/ هو شكل من أشكال الزواج حيث يكون للفرد زوج واحد فقط في أي وقت كان.غالبًا ما يشير الزواج الأحادي في الاستخدام الحالي إلى الشريك الجنسي الوحيد بصرف النظر عن الزواج أو الإنجاب. وينطبق هذا المصطلح على السلوك الاجتماعي لبعض الحيوانات، مشيرًا إلى وجود حالة واحدة فقط لـ الزوج الواحد في أي وقت.

## نظرية وجوانب الزواج الأحادي
هناك عادة معنيان للزواج الأحادي: أحدهما ينطبق على زواج البشر، والذي وُصف تحديدًا من خلال الأرسطية والتوماوية بأنه حيوانات متعقلة (في اللغة اللاتينية: animal rationale). بينما يشتمل النوع الثاني على العلاقات بين الكائنات الحية غير البشرية.

### حالات الزواج الأحادي الاجتماعي
يشير تقرير الخصوبة العالمي للأمم المتحدة لعام 2003 بأن 89٪ من البشر يتزوجون قبل بلوغ سن التاسعة والأربعين. وتصل النسبة المئوية للنساء والرجال الذين يتزوجون قبل سن التاسعة والأربعين إلى ما يقرب من 50% في بعض البلدان وتصل إلى 100% في بلدان أخرى.

### حالات الزواج الجنسية الأحادية
يمكن تقدير حالات الزواج الجنسية الأحادية بصورة تقريبية بالنظر إلى نسبة المتزوجين الذين لم يمارسوا الجنس خارج إطار العلاقات الزوجية. حيث ألقت عدة دراسات النظر على النسبة المئوية للأشخاص الذين يمارسون الجنس خارج إطار الزوجية. وأظهرت هذه الدراسات أن ممارسة الجنس خارج إطار الزوجية يختلف عبر الثقافات وعبر الأجناس.